# Kur (dopływ Tuskara)
Kur (ros. Кур) – mała rzeka na południowym zachodzie europejskiej części Rosji w obwodzie kurskim, prawy dopływ Tuskara o długości 17 km (13 km) i powierzchni dorzecza 69 km².
Rzeka wypływa ze źródeł na Wyżynie Środkoworosyjskiej w rejonie kurskim (wieś (ros. деревня, trb. dieriewnia) Niżniaja Miedwiedica, Sotnikowo), a uchodzi do Tuskara w mieście Kursk.